# أوبول أنتوني
أوبول أنتوني (بالبولندية: Antoni Opolski) (و. 1913 – 2014 م) هو عالم فيزياء فلكية، وعالم فلك، وفيزيائي، وأستاذ جامعي من بولندا .
توفي عن عمر يناهز 101 عاماً.

## مناصب وهيئات
أدار جامعة فروتسواف.

## جوائز
حصل على جوائز منها:
- Medal of the National Education Commission  [لغات أخرى]‏.